# Campionat del món de ciclisme en pista de 1977
El Campionat Mundial de Ciclisme en Pista de 1977 es va celebrar a San Cristóbal (Veneçuela) del 22 al 26 d'agost de 1977.
Les competicions es van celebrar al Velódromo José de Jesús Mora Figueroa de San Cristóbal. En total es va competir en 12 disciplines, 10 de masculines i 2 de femenines.

## Resultats

### Masculí

#### Professional
| Prova                 | Or                        | Argent                   | Bronze                             |
| Velocitat individual  | Koichi Nakano · Japó      | Yoshikazu Sugata · Japó  | John-Michael Nicholson · Austràlia |
| Persecució individual | Gregor Braun · RFA ·      | Knut Knudsen · Noruega · | Steve Heffernan · Regne Unit ·     |
| Darrere moto          | Cees Stam · Països Baixos | Wilfried Peffgen · RFA   | Pietro Algeri · Itàlia             |

#### Amateur
| Prova                     | Or                                                                         | Argent                                                              | Bronze                                                                        |
| Velocitat individual      | Hans-Jürgen Geschke · RDA                                                  | Emanuel Raasch · RDA                                                | Lutz Hesslich · RDA                                                           |
| Persecució individual     | Norbert Dürpisch · RDA                                                     | Uwe Unterwalder · RDA                                               | Daniel Gisiger · Suïssa                                                       |
| Persecució per equips     | RDA · Norbert Dürpisch · Gerald Mortag · Matthias Wiegand · Volker Winkler | RFA · Günter Schumacher · Peter Vonhof · Hans Lutz · Henry Rincklin | Suïssa · Robert Dill-Bundi · Daniel Gisiger · Hans Känel · Walter Baumgartner |
| Quilòmetre contrarellotge | Lothar Thoms · RDA ·                                                       | Günther Schumacher · RFA ·                                          | Hans Ledermann · Suïssa ·                                                     |
| Cursa per punts           | Constant Tourné · Bèlgica ·                                                | Jan Faltyn · Polònia ·                                              | Nikolaï Makarov · Unió Soviètica ·                                            |
| Tàndem                    | Txecoslovàquia · Vladimír Vačkář · Miloslav Vymazal                        | Unió Soviètica · Vladimir Semenets · Aleksander Voronine            | RFA · Horst Gewis · Wolfgang Schaffer                                         |
| Darrere moto              | Gaby Minneboo · Països Baixos                                              | Bartomeu Caldentey · Espanya                                        | Rainer Podlesch · RFA                                                         |

### Femení
| Prova                 | Or                               | Argent                         | Bronze                         |
| Velocitat individual  | Galina Tsareva · Unió Soviètica  | Sue Novara · Estats Units      | Iva Zajíčková · Txecoslovàquia |
| Persecució individual | Vera Kuznetsova · Unió Soviètica | Anna Riemersma · Països Baixos | Karen Strong · Canadà          |

## Medaller
| Pos. | País           | Or | Plata | Bronze | Total |
| 1    | RDA            | 4  | 2     | 1      | 7     |
| 2    | Unió Soviètica | 2  | 1     | 1      | 4     |
| 3    | Països Baixos  | 2  | 1     | 0      | 3     |
| 4    | RFA            | 1  | 3     | 2      | 6     |
| 5    | Japó           | 1  | 1     | 0      | 2     |
| 6    | Txecoslovàquia | 1  | 0     | 1      | 2     |
| 7    | Bèlgica        | 1  | 0     | 0      | 1     |
| 8    | Estats Units   | 0  | 1     | 0      | 1     |
| -    | Polònia        | 0  | 1     | 0      | 1     |
| -    | Espanya        | 0  | 1     | 0      | 1     |
| -    | Noruega        | 0  | 1     | 0      | 1     |
| 12   | Suïssa         | 0  | 0     | 3      | 3     |
| 13   | Regne Unit     | 0  | 0     | 1      | 1     |
| -    | Austràlia      | 0  | 0     | 1      | 1     |
| -    | Canadà         | 0  | 0     | 1      | 1     |
| -    | Itàlia         | 0  | 0     | 1      | 1     |
|      |                | 12 | 12    | 12     | 36    |